# Jean-Claude Dysli

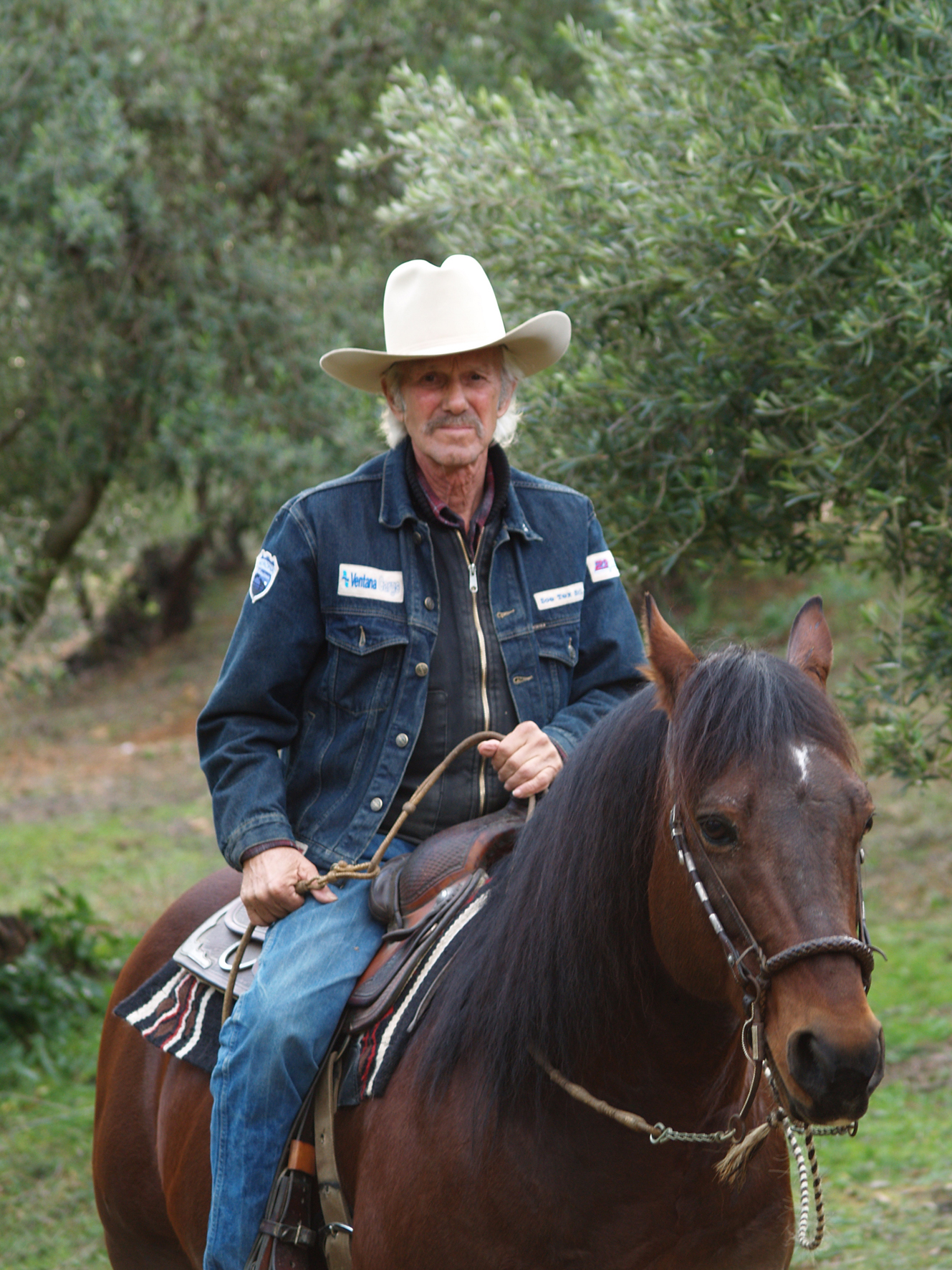
Jean-Claude Dysli

Jean-Claude Dysli (* 1935; † 15. Dezember 2013) war ein Schweizer Westernreiter und -trainer. Er war der Begründer des Westernreitens und der Zucht von Pferden der Rasse American Quarter Horse in Europa.

## Leben

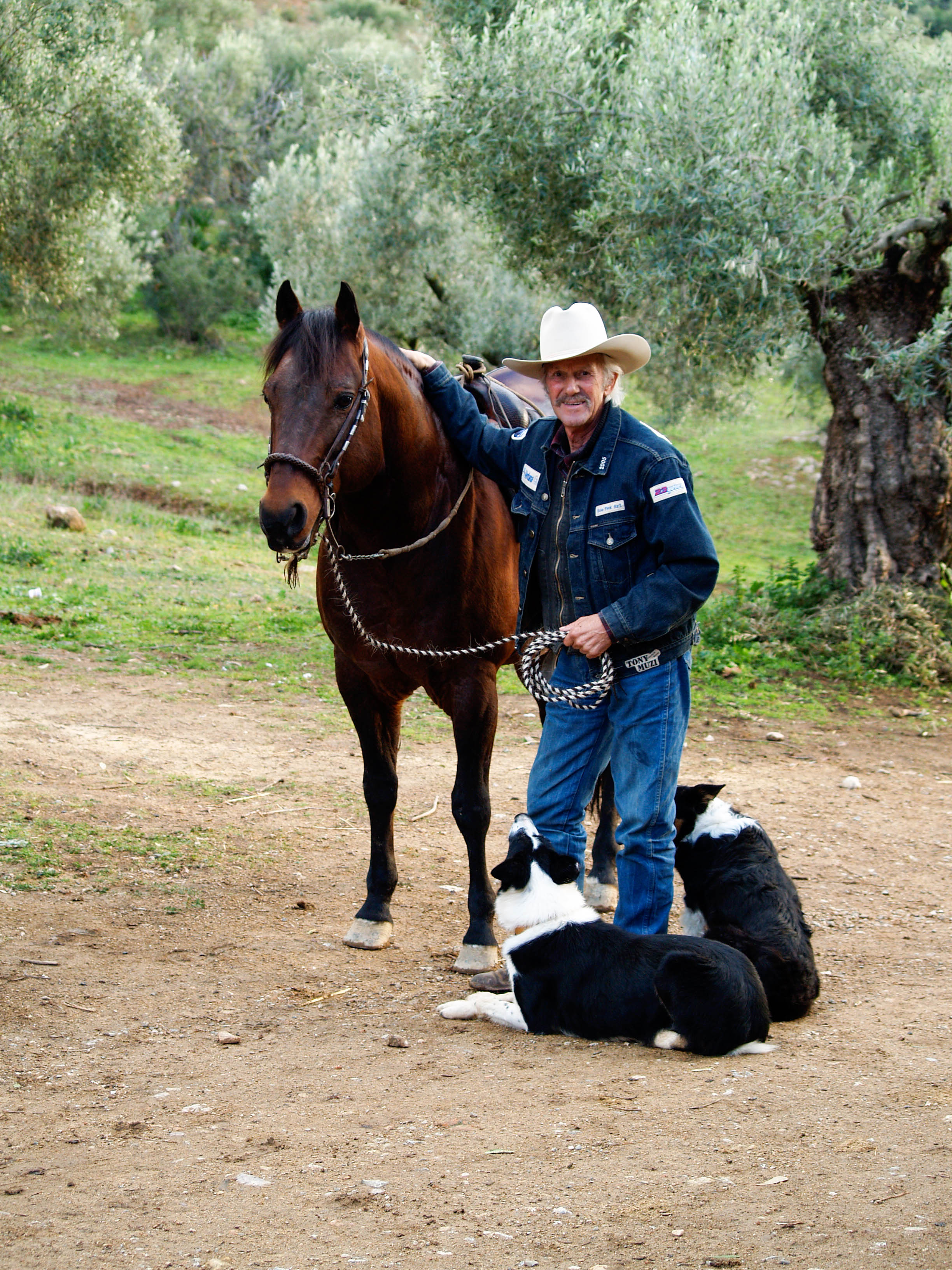
Jean-Claude Dysli
mit seinem Hengst „Okie Isma Dad“

### Kindheit und Jugend
Jean-Claude Dysli wurde 1935 in der Schweiz geboren. Er wuchs bei seinem Grossvater Gaston Haenni im Schweizer Jura auf und lernte dort den liebevollen und respektvollen Umgang mit Pferden. Nach der Scheidung seiner Eltern musste er mit der Mutter zu seinem neuen Stiefvater nach Zürich. Dort machte er seine Matura. Als berittener Soldat bei der Schweizer Kavallerie lernte er die englische Reitweise. Bei der Kavallerie traf er den gleichaltrigen Sadko Solinski, mit dem er eine Freundschaft schloss. Er studierte in Zürich erst Mathematik und Physik. Als ein Alter Herr seiner Studentenverbindung die Mathematik als brotlose Kunst bezeichnete und ihm zum Bauingenieurswesen riet, wechselte er. Nicht zuletzt, um sich gegen die Missachtung durch seinen Stiefvater aufzulehnen, der ebenfalls Bauingenieur war. Das Diplom als Bauingenieur absolvierte er 1958 als Jahrgangsbester an der ETH Zürich.
In dieser Zeit lernte er auch Fredy Knie senior und seine Pferde-Dressur kennen und wurde sein Schüler. Er schreibt über ihn: „Die Begegnung mit Fredy Knie war für mich eine Offenbarung.“

### Vereinigte Staaten
1961 ging er nach San Francisco, Kalifornien, um dort sein Doktorat zu machen. Bei einer Rodeo-Veranstaltung im Cow Palace lernte er die alt-kalifornische Reitweise der Rinderhirten kennen und war so fasziniert davon, dass er diesen Reitstil lernen wollte und eine mehrjährige Ausbildung machte. Seine Reitlehrer waren Tom Dorrance und Ray Hunt, die amerikanischen Begründer des Natural Horsemanship. Danach arbeitete er sieben Jahre als Cowboy auf einer Ranch. 1969 kaufte Dysli seine erste eigene Ranch, die „California Training Stables“ in Hollister, die er 11 Jahre führte.

### Zurück in die Schweiz
Am 25. Mai 1964 kehrte er mit zwei Quarter Horses, die er per Schiff aus Kalifornien importierte, in die Schweiz zurück. Sein Ziel war, die kalifornische Reitweise in der Schweiz einzuführen. Dysli brachte das Westernreiten und die Zucht des Quarter Horses nach Europa. Aber der Durchbruch erfolgte erst 1972, als er in Basel auf einer grossen Reiter-Show seine Reitweise vorführen durfte. Zuerst ritt er einen Hengst in der klassisch kalifornischen Zäumung auf Kandare in einer traditionellen kalifornischen Dressur, danach zeigte er ein europäisches M-Dressurprogramm in der gebisslosen klassischen Hackamore und schliesslich als Working Cow Horse ohne jede Zäumung am Kopf. Und dies alles mit demselben Pferd. Jetzt wurde er ernst genommen. 1975 wurde er Gründungsvorstand der DQHA.

### Westernreiten in Deutschland
1973 brachte er aus den USA die ersten Paso-Pferde nach Deutschland und damit nach Europa. 1975 stellte er die edlen 5-Gang-Pferde auf der Equitana vor und machte sie damit einem breiten Publikum bekannt.
Er lebte viele Jahre als Westerntrainer und Pferdezüchter auf dem Köshof bei Welzheim in der Nähe von Stuttgart zusammen mit seiner Frau Magda Bayer-Dysli.

### Hacienda in Spanien
1985 kaufte er die Hacienda Buena Suerte in Villamartín, Andalusien, Spanien, und gründete dort mit seiner Frau Magda Bayer-Dysli ein Ausbildungszentrum für Westernreiten und einen Zuchtbetrieb für Quarter Horses. Mit seiner Frau hat er zwei Kinder: Kenzie Dysli und Raphael Dysli, beide europaweit bekannte Westerntrainer, Kenzie auch als Trainerin für Freiheitsdressur und Bodenarbeit. Die Ehe wurde später geschieden. Dysli war fünf Jahrzehnte bis zuletzt als Westerntrainer in ganz Europa unterwegs und war auf allen grossen Pferdeschauen als „lebende Westernlegende“ vertreten. Er schrieb Bücher über Westernreiten und pferdgerechte Ethik und Kultur in der Reiterei und drehte viele Lehr-Videos. Sein Hengst 'Okie Isma Dad' starb am 8. Dezember 2013 im Alter von 26 Jahren; Dysli starb sieben Tage später am 15. Dezember im Alter von 78 Jahren an einem Herzinfarkt.
Die Hacienda wurde von seiner Frau Magda weitergeführt, sie starb im Juni 2015. Seine Kinder Kenzie Dysli (Freiheitsdressur und Iberische Reitweise) und Raphael Dysli (Westernreiten) führen nun das Werk des Vaters weiter.

## Reitlehre

### Westernreiten
Jean-Claude Dysli führte nicht nur das Westernreiten in Europa ein, sondern kämpfte 40 Jahre für eine neue Ethik im Umgang mit dem Pferd. Das Pferd muss Spass haben! Reiten am losen Zügel bei gleichwohl versammeltem Pferd. Leichter und ungezwungener, für Ross und Reiter angenehmer Sitz, „Balance“, das eigene Gleichgewicht im lockeren Sitz. Einhändige Zügelführung, damit man die andere Hand frei hat für die Arbeit mit dem Lasso, das Öffnen von Toren. Verwendung der gebisslosen Hackamore (Bosal).

„Entspannung, gepaart mit dem gegenseitigen Vertrauen, sind die Standbeine der Ruhe im Pferd.“

„Liebe dein Pferd! diese Weisheit lernte Jean-Claude Dysli von Freddy Knie; Tom Dorrance erinnerte ihn daran;
und seither gibt er das an seine Schüler weiter.“

„Pferde verständigen sich hauptsächlich über Mimik, Körpersprache und Gefühl.
Das ist auch die Grundlage meiner Arbeit mit Pferden.“

### Balance – Feeling – Timing
Das ist die Basis des Verständnisses zwischen Pferd und Reiter.
Balance

Pferde haben ein enormes Gleichgewichtssystem, das ihnen hilft, auf der Flucht vor Aggressoren nicht zu stürzen. Wenn wir die reiterlichen Hilfen betrachten, so spielt gerade die Gewichtshilfe, neben Zügel- und Schenkelhilfe, die oft entscheidende Einwirkung auf Pferden, insbesondere dann, wenn die Zügelhilfe durch den losen Zügel der Westernreiterei fast völlig weg fällt.
Andererseits wird diese übers Gleichgewichtsempfinden des Reiters übertragene Einwirkung aufs Pferd von diesem gerne empfangen. Ist es doch mit keinerlei Zwang oder auch Schmerz verbunden! Diese subtile Einwirkung auf Pferde verlangt vom Reiter wiederum ein ausgesprochen gutes Gleichgewichtsempfinden, oder auch Balance. Jeder Mensch besitzt durch seinen aufrechten Gang die besten Voraussetzungen hierzu und kann sich diese ausbauen und verfeinern. Ein voll ausgebildetes Westernpferd lässt sich praktisch nur noch über die Balance reiten.
Feeling

Die subtile physische Einwirkung vor allem über den Schenkel im Hinblick der enormen Sensibilitäten von Pferden an den Seiten ist von grosser Bedeutung. Das Maul des Pferdes ist derart empfindlich, dass es sich gegen jeden Schmerz wehrt. Je besser ein Pferd ausgebildet ist, je feiner lässt es sich reiten! Dazu braucht der Reiter entsprechendes Feeling.
Timing

Das Pferd hat eine Reaktionszeit von 0,3 Sekunden. Da Pferde untereinander in dieser kurzen, direkten Zeitspanne kommunizieren, ist es für den Reiter unerlässlich, sich ebenfalls in dieses Schema einzureihen. Timing bedeutet, wirklich punktgenau in die Handlungen des Pferdes einzugreifen, sodass es die Aktion des Reiters mit seiner Handlung assoziieren kann.
Dann wird der Mensch als Herdentier anerkannt, dem man sich gerne angliedert und die Disziplin, auch in gegenseitiger Hinsicht, wird dadurch um ein Vielfaches besser.

### Iberische Reitweise
Mit der Zucht von Paso-Pferden wendet sich Jean-Claude Dysli auch der Iberischen Reitweise zu. Zusammen mit seinem Freund, dem Reitmeister Manuel Jorge de Oliveira drehte er 2013 den Film „ZWEI LEGENDEN – EINE MISSION, Reitkunst in Vollendung“. Darin zeigen die beiden den Umgang mit dem Pferd und die Philosophie dahinter: „Ein wirklicher Pferdemensch ist jemand, der nicht nur die Pferde versteht – sondern das Leben.“